# Votivstele der Musikerin Isis
In der ägyptischen Sammlung des Roemer- und Pelizaeus-Museums Hildesheim befinden sich zahlreiche Stelen, die als „Horbeit-Stelen“ bezeichnet werden. Dazu zählt auch die kleine Votivstele der Musikerin (schemait) Isis. Sie stammt aus dem Neuen Reich, 19. Dynastie, der Regierungszeit von Ramses II. (ca. 1303–1213 v. Chr.). Diese Art von Stelen haben Privatleute aus fast allen Schichten der Bevölkerung verschiedenen Gottheiten als Weihgeschenk dargebracht, vor allem aber an den Kolossalstatuen von Ramses II., die an den Tempeleingängen aufgestellt waren. Diese Statuen tragen eigene Namen und wurden selbst als Erscheinungsformen von Gottheiten, wie zum Beispiel dem Kriegsgott Month, aufgefasst.

## Fundort und Objektgeschichte
Wilhelm Pelizaeus erwarb zwischen 1905 und 1911 insgesamt 64 Stelen von unterschiedlichen Kunsthändlern in Kairo, die als Fundort „Tell Horbeit“, die Kultstätte des Gottes Hor-meti im Ostdelta, angaben. Heute geht man jedoch davon aus, dass die meisten dieser Stelen aus Pi-Ramesse, der Residenz der Ramessiden (19. und 20. Dynastie) in der Region des heutigen Dorfes Qantir stammen. Labib Habachi identifizierte insgesamt 76 solcher Stelen, die wahrscheinlich zu einem Fundkomplex gehört haben und heute in verschiedenen Museen aufbewahrt werden. Ein Teil der von Wilhelm Pelizaeus erworbenen Stelen gehörte schon zu einer Schenkung an seine Heimatstadt Hildesheim im Jahr 1907. Bis zur Eröffnung des Museums in Hildesheim im Jahr 1911 schenkte er noch weitere, ähnliche Stelen, darunter auch die Stele der Isis. Diese kleine Stele ist eines der zahlreichen archäologischen Dokumente, die entweder die persönliche Frömmigkeit der mittleren und höheren Gesellschaftsschicht zum Ausdruck bringen, oder aber die Verehrung und die besondere Loyalität gegenüber dem König (Pharao).

## Beschreibung und Erhaltungszustand
Die aus Kalkstein gearbeitete Stele ist 14,8 cm hoch, 10,8 cm breit und 2,7 cm tief. Sie ist in versenktem Relief gefertigt. Die linke Bildhälfte zeigt eine nach rechts gewandte Schreitstatue Ramses‘ II. mit Basisblock und Rückenpfeiler. Der Ornat des Königs ist traditionell und besteht aus der Weißen (Oberägyptischen) Krone, dem Chebesut-Zeremonialbart und den Schendjut-Königsschurz. Die Darstellung der Königsfigur mit Basis und Rückenpfeiler belegt, dass es sich wirklich um eine Statue des Herrschers handelt. Ihm gegenüber steht die Musikerin Isis mit in Verehrung erhobener linker Hand. Mit der gleichfalls erhobenen rechten schwingt sie ein Sistrum. Der raschelnd metallische Klang dieses Kultinstrumentes sollte beruhigend wirken.
Zwischen Isis und der Königsstatue ist im Bild ein kleiner Opferständer mit einem Nemset-Libationsgefäß und einer Lotosblüte eingefügt. Ihre Darstellung ist proportional größer als die des Königs, doch wird dies durch den Basisblock und die hohe Krone der Statuendarstellung ausgeglichen. Isis trägt ein langes enganliegendes Kleid. Ihr weitgeschnittenes durchsichtiges Übergewand ist über der Brust geknotet. Auf ihrer langen, dreiteiligen Perücke trägt sie, axial über dem Scheitel, eine Lotosblüte mit einem langen Stängel, der wie durch den Salbkegel gesteckt wirkt.
Über den beiden Figuren befindet sich eine hieroglyphische Inschrift. Innerhalb einer Kartusche steht eine verkürzte Variante des bekannten Namens einer der Kolossalstatuen Ramses‘ II. aus Pi-Ramesse: „User-maat-Re setep-en-Re (ist) Month-(in den-Beiden-Ländern)“. Der Titel der Isis weist sie als „Musikerin des Month in den Beiden Ländern“ aus. Abgesehen von geringfügigen Bestoßungen und der nicht mehr vorhandenen, einst aber kräftig bunten Bemalung, ist die Stele gut erhalten.